# ABC4ü Bay 04
Der ABC4ü Bay 04 war ein Drehgestell-Durchgangswagen mit Seitengang, der mit der Blatt-Nr. 91 für die Königlich Bayerische Staatseisenbahnen (K.Bay.Sts.B.) zum Einsatz im Schnellzugverkehr gebaut wurde. Er führte alle drei Klassen. Die Sitzplätze der 1.-Klasse des ersten Bauloses konnten zu Schlafplätzen umgebaut werden.

## Konstruktive Merkmale

### Untergestell
Wie schon bei den Wagen nach Blatt 75 wurde der Grundrahmen des mit dem Wagenkasten verbundenen Untergestells komplett aus Holz aufgebaut, welches teilweise – z. B. für die äußeren Längsträger – mit aufgeschraubten Winkeleisen verstärkt wurde. Für die Querträger wurden ebenfalls hölzerne Profile verwendet. Man versprach sich durch diese Bauweise für hochwertige Wagen einen ruhigeren Lauf. Die hölzernen Querträger zur Aufnahme der Drehschemelpfannen wurden ebenfalls mit Winkeleisen armiert. Zur Unterstützung der äußeren Längsträger wurde wegen des großen Radstandes auf beiden Seiten ein Sprengwerk mit nachstellbaren Zugstangen angebaut. Die Pufferbohlen waren komplett aus Walzprofilen aufgebaut. Als Zugeinrichtung hatten die Wagen Schraubenkupplungen mit Sicherheitshaken nach VDEV, die Zugstange war durchgehend und mittig gefedert. Als Stoßeinrichtung besaßen die Wagen Stangenpuffer mit einer Einbaulänge von 650 mm, die Pufferteller hatten einen Durchmesser von 370 mm.

### Laufwerk
Die Wagen hatten Drehgestelle bayerischer Bauart mit kurzem Radstand von 2.500 mm mit aus Blechen und Winkeln genietetem Rahmen. Gelagert waren die Achsen in Gleitachslagern. Die Räder hatten Speichenradkörper und einen Raddurchmesser von 1.014 mm der bayerischen Form 39.
Die Handbremsen befanden jeweils im geschlossenen Übergang an einem Wagenende. Die Wagen waren mit Druckluftbremsen des Typs Westinghouse ausgestattet.

### Wagenkasten
Das Wagenkastengerippe bestand aus einem hölzernen Ständerwerk. Es war außen mit Blech und innen mit Holz verkleidet. Die Seitenwände waren glatt und bis über die äußeren Längsträger heruntergezogen. Die Wagen besaßen ein Tonnendach der süddeutschen Bauart ohne Oberlichtaufbau.
Der Innenraum war in insgesamt sieben Abteile aufgeteilt. Das Abteil der 1.-Klasse hatte insgesamt vier Polstersitze, die beiden Abteile der 2.-Klasse jeweils sechs. Die vier Abteile der 3.-Klasse waren mit Holzlattenbänken ausgestattet und boten je Abteil acht Sitzplätze. Für den militärischen Transport wurden sechzehn Plätze für Offiziere und vierundzwanzig für Mannschaften ausgewiesen. Die Abteile waren mit Schiebetüren zum Seitengang hin abgeschlossen.

### Ausstattung
An beiden Wagenenden befanden sich Aborte, die mit Waschgelegenheiten kombiniert waren. Bei den Wagen der ersten Lieferserie konnten die Sitze der 1.-Klasse in Schlafplätze umgewandelt werden.
Zur Beheizung verfügten die Wagen über eine Dampfheizung. Die Belüftung erfolgte über Dachlüfter bzw. über die versenkbaren Fenster.
Die Beleuchtung der Wagen der ersten Lieferserie erfolgte durch Gaslampen. Die zwei Vorratsbehälter hingen in Wagenlängsrichtung am Rahmen. Ab den 1930er Jahren erfolgte eine Umrüstung auf elektrische Beleuchtung. Bei den Wagen der zweiten Lieferserie waren elektrische Beleuchtungen der Gesellschaft für elektrische Zugbeleuchtung, Berlin, eingebaut (Osmiumlampen).

## Bemerkung
Mit dem Umbau von 1930 erfolgten Änderungen der Toiletteneinrichtungen und die Seitenwände der Abteilseiten wurden erneuert. Dabei wurden die Doppelfenster auf der Abteilseite durch große Fenster ersetzt.

## Skizzen, Musterblätter, Fotos

Ansicht zu Blatt 91 aus dem Verzeichnis von 1913
Zeichnung zu ABC4ü Bay 04/30
Werkfoto der K.B.Sts.B. des Wagens Mü 1 431

## Wagennummern
Die Daten sind dem Wagenpark-Verzeichnis der Kgl.Bayer.Staatseisenbahnen, aufgestellt nach dem Stande vom 31. März 1913, sowie den Büchern von Emil Konrad (Reisezugwagen der deutschen Länderbahnen, Band II) und  Alto Wagner (Bayerische Reisezugwagen) entnommen.
| Blatt-Nr. Herstelld.         | Blatt-Nr. Herstelld.         | Blatt-Nr. Herstelld.         | Gattungszeichen je Epoche Wagennummern je Epoche (mit Direktionsangaben) | Gattungszeichen je Epoche Wagennummern je Epoche (mit Direktionsangaben) | Gattungszeichen je Epoche Wagennummern je Epoche (mit Direktionsangaben) | Gattungszeichen je Epoche Wagennummern je Epoche (mit Direktionsangaben) | Gattungszeichen je Epoche Wagennummern je Epoche (mit Direktionsangaben) | Gattungszeichen je Epoche Wagennummern je Epoche (mit Direktionsangaben) | Gattungszeichen je Epoche Wagennummern je Epoche (mit Direktionsangaben) | Gattungszeichen je Epoche Wagennummern je Epoche (mit Direktionsangaben) | Fahrwerk / Ausstattung (siehe jeweilige Legende) | Fahrwerk / Ausstattung (siehe jeweilige Legende) | Fahrwerk / Ausstattung (siehe jeweilige Legende) | Fahrwerk / Ausstattung (siehe jeweilige Legende) | Fahrwerk / Ausstattung (siehe jeweilige Legende) | Fahrwerk / Ausstattung (siehe jeweilige Legende) | Fahrwerk / Ausstattung (siehe jeweilige Legende) | Fahrwerk / Ausstattung (siehe jeweilige Legende) | Fahrwerk / Ausstattung (siehe jeweilige Legende) | Fahrwerk / Ausstattung (siehe jeweilige Legende) | Zusatzinfos    | Zusatzinfos   |
| Bau- jahr                    | Her- steller                 | Anz.                         | ab 1894                                                                  | ab 1907                                                                  | Rep. (1919)                                                              | DR (ab 1923)                                                             | DRG (ab 1930)                                                            | DRG n. Umbau                                                             | Ausge- mustert                                                           | letzt. Heimat-Bf.                                                        | Brem- sen                                        | Bl.                                              | Hz.                                              | Art u.Anz. Abteile (Sitze je Klasse)             | Art u.Anz. Abteile (Sitze je Klasse)             | Art u.Anz. Abteile (Sitze je Klasse)             | Art u.Anz. Abteile (Sitze je Klasse)             | Art u.Anz. Abteile (Sitze je Klasse)             | Mil.                                             | Mil.                                             | Sig- nal- hlt. | Bemer- kung   |
| Blatt-Nr. aus WV von Gattung | Blatt-Nr. aus WV von Gattung | Blatt-Nr. aus WV von Gattung | 1897 ABCCü                                                               | 91 1913 ABCCü                                                            |                                                                          | ABC4ü Bay 04                                                             | ABC4ü Bay 04                                                             | ABC4ü Bay 04/30                                                          |                                                                          |                                                                          |                                                  |                                                  |                                                  | A                                                | 1.                                               | 2.                                               | 3.                                               | 4.                                               | O                                                | M                                                |                |               |
| ---------------------------- | ---------------------------- | ---------------------------- | ------------------------------------------------------------------------ | ------------------------------------------------------------------------ | ------------------------------------------------------------------------ | ------------------------------------------------------------------------ | ------------------------------------------------------------------------ | ------------------------------------------------------------------------ | ------------------------------------------------------------------------ | ------------------------------------------------------------------------ | ------------------------------------------------ | ------------------------------------------------ | ------------------------------------------------ | ------------------------------------------------ | ------------------------------------------------ | ------------------------------------------------ | ------------------------------------------------ | ------------------------------------------------ | ------------------------------------------------ | ------------------------------------------------ | -------------- | ------------- |
| 1904                         | MAN                          | 10                           | 1 417                                                                    | 1 147                                                                    |                                                                          | 23 009 Mü                                                                | 14 540 Mü                                                                |                                                                          | xx/1945                                                                  | München                                                                  | Pl Wsbr;                                         | Ggl                                              | D                                                | 2                                                | 1 (4)                                            | 2 (12)                                           | 4 (32)                                           |                                                  | 16                                               | 24                                               |                |               |
| 1904                         | MAN                          | 10                           | 1 418                                                                    | 1 148                                                                    |                                                                          | 23 010 Mü                                                                | 14 541 Mü                                                                | 14 541 Mü                                                                | 1945?                                                                    | München                                                                  | Pl Wsbr;                                         | Ggl                                              | D                                                | 2                                                | 1 (4)                                            | 2 (12)                                           | 4 (32)                                           |                                                  | 16                                               | 24                                               |                |               |
| 1904                         | MAN                          | 10                           | 1 419                                                                    | 1 419                                                                    |                                                                          | 23 004 Nür                                                               | 14 542 Nür                                                               |                                                                          | 1945?                                                                    | München                                                                  | Pl Wsbr;                                         | Ggl                                              | D                                                | 2                                                | 1 (4)                                            | 2 (12)                                           | 4 (32)                                           |                                                  | 16                                               | 24                                               |                |               |
| 1904                         | MAN                          | 10                           | 1 420                                                                    | 1 420                                                                    |                                                                          | 23 011 Mü                                                                | 14 543 Mü                                                                |                                                                          | xx/1933                                                                  | München                                                                  | Pl Wsbr;                                         | Ggl                                              | D                                                | 2                                                | 1 (4)                                            | 2 (12)                                           | 4 (32)                                           |                                                  | 16                                               | 24                                               |                |               |
| 1904                         | MAN                          | 10                           | 1 421                                                                    | 1 421                                                                    |                                                                          | 23 012 Mü                                                                | 14 544 Mü                                                                | 14 544 Mü                                                                | xx/1937                                                                  | TAG                                                                      | Pl Wsbr;                                         | Ggl                                              | D                                                | 2                                                | 1 (4)                                            | 2 (12)                                           | 4 (32)                                           | Verkauf an TAG                                   | 16                                               | 24                                               |                |               |
| 1904                         | MAN                          | 10                           | 1 422                                                                    | 1 422                                                                    |                                                                          | 23 013 Mü                                                                | 14 545 Lu                                                                |                                                                          | xx/193?                                                                  | Ludwigshafen                                                             | Pl Wsbr;                                         | Ggl                                              | D                                                | 2                                                | 1 (4)                                            | 2 (12)                                           | 4 (32)                                           |                                                  | 16                                               | 24                                               |                |               |
| 1904                         | MAN                          | 10                           | 1 423                                                                    | 1 423                                                                    |                                                                          | 23 014 Mü                                                                | 14 546 Mü                                                                | 14 546 Mü                                                                | 1945?                                                                    | München                                                                  | Pl Wsbr;                                         | Ggl                                              | D                                                | 2                                                | 1 (4)                                            | 2 (12)                                           | 4 (32)                                           |                                                  | 16                                               | 24                                               |                |               |
| 1904                         | MAN                          | 10                           | 1 424                                                                    | 1 424                                                                    | X                                                                        |                                                                          |                                                                          |                                                                          | 11/1919                                                                  |                                                                          | Pl Wsbr;                                         | Ggl                                              | D                                                | 2                                                | 1 (4)                                            | 2 (12)                                           | 4 (32)                                           |                                                  | 16                                               | 24                                               |                |               |
| 1904                         | MAN                          | 10                           | 1 425                                                                    | 1 425                                                                    |                                                                          | 23 015 Mü                                                                | 14 547 Au                                                                |                                                                          | xx/193?                                                                  | Augsburg                                                                 | Pl Wsbr;                                         | Ggl                                              | D                                                | 2                                                | 1 (4)                                            | 2 (12)                                           | 4 (32)                                           |                                                  | 16                                               | 24                                               |                |               |
| 1904                         | MAN                          | 10                           | 1 426                                                                    | 1 426                                                                    |                                                                          | 23 016 Mü                                                                | 14 548 Lu                                                                |                                                                          | xx/193?                                                                  | Ludwigshafen                                                             | Pl Wsbr;                                         | Ggl                                              | D                                                | 2                                                | 1 (4)                                            | 2 (12)                                           | 4 (32)                                           |                                                  | 16                                               | 24                                               |                |               |
| 1906                         | MAN                          | 5                            | 1 427                                                                    | 1 427                                                                    |                                                                          | 23 017 Mü                                                                | 14 559 Mü                                                                |                                                                          | 01/1951                                                                  | Augsburg                                                                 | Pl Wsbr                                          | El                                               | D                                                | 2                                                | 1 (4)                                            | 2 (12)                                           | 4 (32)                                           |                                                  | 16                                               | 24                                               |                | Altschadwagen |
| 1906                         | MAN                          | 5                            | 1 428                                                                    | 1 428                                                                    |                                                                          | 23 018 Mü                                                                | 14 560 Mü                                                                |                                                                          | 1945?                                                                    | München                                                                  | Pl Wsbr                                          | El                                               | D                                                | 2                                                | 1 (4)                                            | 2 (12)                                           | 4 (32)                                           |                                                  | 16                                               | 24                                               |                |               |
| 1906                         | MAN                          | 5                            | 1 429                                                                    | 1 429                                                                    |                                                                          | 23 019 Mü                                                                | 14 561 Mü                                                                | 14 561 Mü                                                                | 1945?                                                                    | München                                                                  | Pl Wsbr                                          | El                                               | D                                                | 2                                                | 1 (4)                                            | 2 (12)                                           | 4 (32)                                           |                                                  | 16                                               | 24                                               |                |               |
| 1906                         | MAN                          | 5                            | 1 430                                                                    | 1 430                                                                    |                                                                          | 23 020 Mü                                                                | 14 562 Mü                                                                | 14 562 Mü                                                                | 10/1948                                                                  | München                                                                  | Pl Wsbr                                          | El                                               | D                                                | 2                                                | 1 (4)                                            | 2 (12)                                           | 4 (32)                                           | Altschadwagen                                    | 16                                               | 24                                               |                |               |
| 1906                         | MAN                          | 5                            | 1 431                                                                    | 1 431                                                                    |                                                                          | 23 021 Mü                                                                | 14 563 Mü                                                                | 14 563 Mü                                                                | 02/1950                                                                  | München                                                                  | Pl Wsbr                                          | El                                               | D                                                | 2                                                | 1 (4)                                            | 2 (12)                                           | 4 (32)                                           | Altschadwagen                                    | 16                                               | 24                                               |                |               |